# Jürgen Türck
Jürgen Türck (* 11. September 1946 in Frankfurt am Main) ist ein ehemaliger deutscher Eishockeyspieler, der unter anderem für Eintracht Frankfurt in der Bundesliga aktiv war. Er wurde sowohl als Stürmer als auch als Verteidiger eingesetzt.

## Karriere
Zu Beginn seiner Karriere spielte Jürgen Türck ab 1965 für jeweils eine Spielzeit beim ERC Westfalen Dortmund in der drittklassigen Gruppenliga und beim EC Deilinghofen in der zweitklassigen Oberliga. Zur Saison 1967/68 schloss er sich der Eintracht Frankfurt an, bei der er den Großteil seiner Laufbahn verbrachte. Schon in seiner ersten Saison stieg er mit der Mannschaft in die Bundesliga auf. Drei Jahre später stieg die Eintracht wieder ab und wurde im Folgejahr in die Drittklassigkeit durchgereicht. Anschließend gelang dem Team der direkte Wiederaufstieg in die Oberliga, in der Türck bis 1981 auflief.
Für den Regionalligisten EV Wiesbaden kehrte er 1984 aufs Eis zurück. Ab 1985 spielte er noch zwei Jahre lang für die zweite Mannschaft von Eintracht Frankfurt, ehe er im Jahr 1987 seine Karriere beendete. Als Trainer war er in der Saison 1991/92 beim EV Wiesbaden tätig.

## Erfolge und Auszeichnungen
- 1968 Aufstieg in die Bundesliga mit Eintracht Frankfurt
- 1972 Aufstieg in die Oberliga mit Eintracht Frankfurt

## Familie
Jürgen Türck ist der Vater des Fernsehmoderators Andreas Türck.